# Kabinett Raffarin II
Das Kabinett Raffarin II war vom 17. Juni 2002 bis zum 30. März 2004 die 29. Regierung der fünften französischen Republik.
Die Regierung folgte auf das Kabinett Raffarin I, das als Übergangsregierung zwischen Präsidentschaftswahl und Parlamentswahl amtiert hatte. Nachdem das neugebildete Wahlbündnis Union pour la majorité présidentielle, aus dem im November 2002 die Partei Union pour un mouvement populaire (UMP) hervorging, die Parlamentswahl siegreich bestritten hatte, wurde Jean-Pierre Raffarin als Premierminister wieder mit der Regierungsbildung beauftragt. Noch am gleichen Tag, dem 17. Mai 2002, ernannte Staatspräsident Jacques Chirac auch die weiteren Mitglieder der Regierung. Diese war gegenüber dem Kabinett Raffarin I weitgehend unverändert und wurde um einige beigeordnete Minister und Staatssekretäre erweitert.
Die Regierung trat am 30. März 2004 nach einer Wahlniederlage der Rechten bei den Regionalwahlen zurück. Die Nachfolge trat das Kabinett Raffarin III an.

## Zusammensetzung
| Bild                  | Amt | Name                                | Partei | Partei    |
| --------------------- | --- | ----------------------------------- | ------ | --------- |
|                       | Premierminister | Jean-Pierre Raffarin                |        | UMP       |
| Minister              | |                                     |        |           |
|                       | Minister für Inneres, innere Sicherheit und örtliche Freiheiten                                                                                       | Nicolas Sarkozy                     |        | UMP       |
|                       | Minister für Soziales, Arbeit und Solidarität | François Fillon                     |        | UMP       |
|                       | Siegelbewahrer, Justizminister | Dominique Perben                    |        | UMP       |
|                       | Außenminister | Dominique de Villepin               |        | UMP       |
|                       | Verteidigungsministerin | Michèle Alliot-Marie                |        | UMP       |
|                       | Minister für Jugend, Nationale Bildung und Forschung                                                                                                  | Luc Ferry                           |        | parteilos |
|                       | Minister für Wirtschaft, Finanzen und Industrie | Francis Mer                         |        | parteilos |
|                       | Minister für Bau, Verkehr, Wohnen, Tourismus und das Meer                                                                                             | Gilles de Robien                    |        | UDF       |
|                       | Ministerin für Umwelt und nachhaltige Entwicklung | Roselyne Bachelot                   |        | UMP       |
|                       | Minister für Gesundheit, Familie und Menschen mit Behinderungen                                                                                       | Jean-François Mattei                |        | UMP       |
|                       | Minister für Landwirtschaft, Ernährung, Fischerei und ländliche Angelegenheiten                                                                       | Hervé Gaymard                       |        | UMP       |
|                       | Minister für Kultur und Kommunikation | Jean-Jacques Aillagon               |        | UMP       |
|                       | Minister für öffentliche Verwaltung, Staatsreform und Raumordnung                                                                                     | Jean-Paul Delevoye                  |        | UMP       |
|                       | Ministerin für die Überseegebiete | Brigitte Girardin                   |        | UMP       |
|                       | Minister für Sport | Jean-François Lamour                |        | UMP       |
| Beigeordnete Minister | |                                     |        |           |
|                       | beigeordneter Minister für Haushalt und Haushaltsreform Ministerium für Wirtschaft, Finanzen und Industrie                                            | Alain Lambert                       |        | UMP       |
|                       | beigeordnete Ministerin für Industrie Ministerium für Wirtschaft, Finanzen und Industrie                                                              | Nicole Fontaine                     |        | UMP       |
|                       | beigeordneter Minister für örtliche Freiheiten Ministerium für Inneres, innere Sicherheit und örtliche Freiheiten                                     | Patrick Devedjian                   |        | UMP       |
|                       | beigeordnete Ministerin für europäische Angelegenheiten Außenministerium                                                                              | Noëlle Lenoir                       |        | parteilos |
|                       | beigeordneter Minister für Kooperation und Frankophonie Außenministerium                                                                              | Pierre-André Wiltzer                |        | UMP       |
|                       | beigeordneter Minister für Schulbildung Ministerium für Jugend, Nationale Bildung und Forschung                                                       | Xavier Darcos                       |        | UMP       |
|                       | beigeordnete Ministerin für Forschung und neue Technologien Ministerium für Jugend, Nationale Bildung und Forschung                                   | Claudie Haigneré                    |        | parteilos |
|                       | beigeordneter Minister für Außenhandel Ministerium für Wirtschaft, Finanzen und Industrie                                                             | François Loos                       |        | UMP-Rad   |
|                       | beigeordneter Minister für Städte und Stadterneuerung Ministerium für Soziales, Arbeit und Solidarität                                                | Jean-Louis Borloo                   |        | UMP-Rad   |
|                       | beigeordneter Minister für Familie Ministerium für Gesundheit, Familie und Menschen mit Behinderungen                                                 | Christian Jacob                     |        | UMP       |
|                       | beigeordnete Ministerin für Parität und Gleichstellung im Berufsleben Ministerium für Soziales, Arbeit und Solidarität                                | Nicole Ameline                      |        | UMP       |
| Staatssekretäre       | |                                     |        |           |
|                       | Staatssekretär für die Beziehungen zum Parlament, Regierungssprecher Premierminister                                                                  | Jean-François Copé                  |        | UMP       |
|                       | Staatssekretärin für nachhaltige Entwicklung Ministerium für Umwelt und nachhaltige Entwicklung                                                       | Tokia Saïfi                         |        | UMP       |
|                       | Staatssekretärin für den Kampf gegen Unsicherheit und Ausgrenzung Ministerium für Soziales, Arbeit und Solidarität                                    | Dominique Versini                   |        | UMP       |
|                       | Staatssekretärin für Menschen mit Behinderungen Ministerium für Gesundheit, Familie und Menschen mit Behinderungen                                    | Marie-Thérèse Boisseau              |        | UMP       |
|                       | Staatssekretär für kleine und mittlere Unternehmen, Handel, Handwerk, freie Berufe und Verbraucher Ministerium für Wirtschaft, Finanzen und Industrie | Renaud Dutreil                      |        | UMP       |
|                       | Staatssekretär für Verkehr und das Meer Ministerium für Bau, Verkehr, Wohnen, Tourismus und das Meer                                                  | Dominique Bussereau                 |        | UMP       |
|                       | Staatssekretär für Staatsreform Ministerium für öffentliche Verwaltung, Staatsreform und Raumordnung                                                  | Henri Plagnol                       |        | UMP       |
|                       | Staatssekretär für Tourismus Ministerium für öffentliche Verwaltung, Staatsreform und Raumordnung                                                     | Léon Bertrand                       |        | UMP       |
|                       | Staatssekretär für Veteranen Verteidigungsministerium                                                                                                 | Hamlaoui Mékachéra                  |        | UMP       |
|                       | Staatssekretär für Senioren Ministerium für Soziales, Arbeit und Solidarität                                                                          | Hubert Falco                        |        | UMP       |
|                       | Staatssekretärin/Staatssekretär für die Programme für die Immobilien der Justiz Justizministerium                                                     | Nicole Guedj(ab 22. Januar 2004)    |        | UMP       |
|                       | Staatssekretärin/Staatssekretär für die Programme für die Immobilien der Justiz Justizministerium                                                     | Pierre Bédier (bis 22. Januar 2004) |        | UMP       |
|                       | Staatssekretär für auswärtige Angelegenheiten | Renaud Muselier                     |        | UMP       |